# الدوري السويدي الدرجة الأولى 1991
الدوري السويدي الدرجة الأولى 1991 (بالسويدية: Division 1 i fotboll 1991)‏ هو موسم من الدوري السويدي الدرجة الأولى. فاز فيه Kiruna FF ‏.